# Campeonato de España de Ciclismo en Ruta 2006

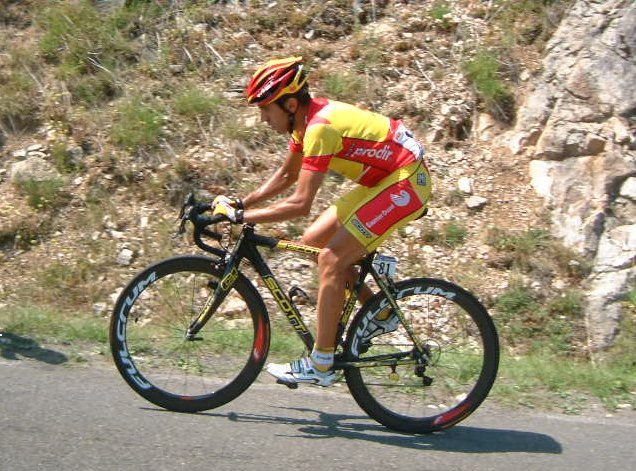
Juan Manuel Gárate campeón en 2005.

El CV Campeonato de España de Ciclismo en Ruta se tenía que celebrar el 25 de junio de 2006 en Móstoles (Comunidad de Madrid) sobre 221,8km, aunque finalmente no se celebró. 
El resto de pruebas del campeonato de España se celebraron con normalidad, proclamándose por ejemplo Toni Tauler campeón de España 2006 en la modalidad de contrarreloj.

## Sucesión de los hechos
Entre el domingo 25 de junio y el lunes 26 de junio de 2006, el diario El País publicó un extenso reportaje sobre la investigación de la Guardia Civil. Dicho reportaje especificaba que había 58 clientes identificados (todos ciclistas) por el instituto armado (entre ellos, 15 del Liberty Seguros y 23 del Comunitat Valenciana), además de aportar numerosos detalles de la trama (prácticas dopantes ofertadas, el precio a pagar: hasta 40.000 euros anuales, etc.) y una parte de la declaración de Manolo Saiz durante su detención, reconociendo relaciones de algunos corredores de su equipo (Liberty Seguros) con el médico Eufemiano Fuentes.
El 25 de junio, día en que se publicó la primera parte del reportaje, debía celebrarse el Campeonato de España de ciclismo en ruta 2006. Sin embargo, los ciclistas españoles decidieron realizar un plante en la línea de salida y negarse a disputar la carrera, como forma de protestar contra las filtraciones y defender su presunción de inocencia, por lo que ese año el palmarés de la prueba quedó desierto (hecho que no sucedía desde 1937, por la guerra civil española). El impulsor de ese plante habría sido un ciclista del equipo Comunitat Valenciana, uno de los equipos más afectados por la Operación Puerto al figurar la mayoría de sus ciclistas en la documentación incautada al doctor Fuentes, y por tanto en el informe del caso elaborado por la Guardia Civil. El boicot a la prueba fue aplaudido por el director deportivo de ese equipo, Vicente Belda.
Consumado el plante, se produjo después una tensa reunión de los ciclistas en un hotel de Móstoles sobre la actitud a mostrar ante la prensa.

## Repercusiones
El plante causó gran controversia en todo el mundo ciclista. El ganador del campeonato anterior, Juan Manuel Gárate continuó portando el maillot rojigualda una temporada más, hasta la celebración del campeonato del año siguiente.